# MAMP
MacOS, Apache, MySQL и PHP (аббр. MAMP) — набор программного обеспечения для управления локальным веб-сервером для операционной системы MacOS, но также приложение работает на Windows. Приложение MAMP было выпущено немецкой компанией MAMP GmbH в 2017 году. MAMP поддерживает три языка программирования — Python, Perl как языки сценариев, а как основной PHP. Сокращение MAMP является акронимом:
- MacOS — Поддерживаемая операционная система
- Apache — веб-сервер
- MySQL — База данных
- PHP,в качестве сценарного языка Perl или Python — язык программирования

### MAMP PRO (Платная версия)
У MAMP есть две версии — бесплатная и платная (MAMP PRO), они отличаются тем, что в платной версии больше настроек, контроль и дополнительные инструменты. В этой версии присутствует облачная интеграция, обработка DNS и мобильное тестирование.

## Состав MAMP
В комплекте с MAMP устанавливается свободный веб-сервер Apache он обрабатывает информацию и базы данных, потом устанавливается реляционная система управления базами данных (СУБД) MySQL, база поддерживается компанией Oracle. Также устанавливается сам основной язык программирования PHP созданный Расмусом Лердорфом и Энди Гутмансом, язык PHP поддерживается компанией Zend Technologies интерпретатор которого используется самим языком программирования. Но в отличие от этого, программное обеспечение MAMP поддерживает Nginx вместо Apache а также MariaDB вместо MySQL.